# Gà Ermellinata di Rovigo
Gà Ermellinata di Rovigo là một giống gà kiêm dụng được hình thành gần đây có nguồn gốc ở thành phố Rovigo trong vùng Veneto của đông bắc nước Ý, từ đó mà có cái tên cho giống gà này. Giống gà này được tạo ra giữa năm 1959 và 1965, chủ yếu từ giống gà Sussex và gà Rhode đỏ. Hiện nay, số lượng giống vẫn thấp. Một nghiên cứu được công bố năm 2007 sử dụng một con số xấp xỉ 500 cho tổng số lượng giống, trong đó khoảng 100 là gà trống. 

## Lịch sử
Gà Ermellinata di Rovigo được lai tạo ra từ năm 1959 đến năm 1965 tại Stazione Sperimentale di Pollicoltura, hoặc trung tâm nhân giống gà thử nghiệm của Rovigo, ở Veneto. Nó được hình thành như một giống gà kiêm dụng và dựa trên giống nền của Rhode Island Red và Sussex. Nó có thân hình bè phệ xồ xề giống như một con gà Sussex nhẹ ký, với sự khác biệt rằng nó có da và chân màu vàng, mà theo truyền thống được ưa thích bởi người tiêu dùng Ý cho món thịt gà.
Một tiêu chuẩn cho giống này đã được công bố bởi Associazione Nazionale Allevatori Specie Avicole, hoặc hiệp hội quốc gia về các giống, trong phần sau của thế kỷ 20, và được công bố vì lợi ích lịch sử trên trang web của Federazione Italiana Associazioni Avicole, liên đoàn các hiệp hội gia cầm Ý, cơ quan quản lý chăn nuôi gia cầm ở Ý. Đầu năm 2012, giống này không được FIAV công nhận chính thức. Cùng với gà Pépoi, gà Robusta Lionata, gà Robusta Maculata và gà Padovana, thì giống gà Ermellinata di Rovigo là một trong năm giống gà được bao gồm trong CO.VA. dự án của Veneto Agricultura, chính quyền khu vực về nông nghiệp của vùng Veneto. Dự án bao gồm mục tiêu bảo tồn các loài gia cầm bản địa phân bố hạn chế, bảo tồn nguồn gen và đa dạng sinh học, và đã công bố mô tả chi tiết về giống gà này. 

## Đặc điểm
Theo tiêu chuẩn cũ của ANSAV, thì gà Ermellinata di Rovigo có màu trắng với các dấu hiệu "chồn ermine" điển hình (cổ đen, cánh và đuôi). Da và chân có màu vàng, các thùy tai có màu đỏ. Chúng có cái mồng đơn và lớn với 5-6 điểm. Trọng lượng trung bình là 3,4–3,9 kg (7,5–8,6 lb) đối với gà trống, 2,6–3,1 kg (5,7–6,8 lb) đối với gà mái. Trứng có vỏ màu nâu hồng và nặng 55–60 g. Ermellinata di Rovigo là một giống gà kiêm dụng. Gà mái đẻ 170-190 trứng mỗi năm.
Trong việc giết mổ lấy thịt, gà xuất chuồng khi trọng lượng đạt từ 1,7-1,8 kg trong 120 ngày. Giống gà lai gà Livorno với gà Ermellinata di Rovigo tạo ra giống lai tự nhiên, với những con đực giống bạ và gà mái có trọng lượng nhẹ đến trung bình là những lớp trứng ngà màu hồng tốt. Một giống lai autosexing thu được bằng cách lai tạo với gà trống thuộc giống gà New Hampshire sẽ cho ra gà trống có màu sắc phát triển nhanh, và các lớp trứng màu cá hồi màu nâu đỏ với trọng lượng trung bình.